# رانيا بدوي
رانيا بدوي، إعلامية ومحاورة صحفية مصرية، تقدم برنامج القاهرة اليوم على قناة «اليوم» بشبكة أوربت مع الإعلامي عمرو أديب، كما تعمل كمحاورة صحفية بجريدة المصري اليوم. كانت تقدم برنامج (في الميدان) الذي كان يذاع يومياً على قناة التحرير، حصلت على جائزة مصطفى وعلى أمين كأفضل محاورة صحفية في مصر عن مجمل أعمالها.

## النشأة
وُلدت في محافظة القليوبية عام 1980 والتحقت بكلية الإعلام جامعة القاهرة والتي تخرجت منها عام 2001.

## الحياة المهنية
عملت في بدايتها الصحفية كمحررة صحفية لجريدة الشرق الأوسط اللندنية -قسم سياسة وأحزاب، فضلا ًعن كونها عملت في عدد من المجلات النسائية منها: مجلة (هي) و (سيدتي) و (لها). كما عملت كمحررة صحفية بكل من جريدة الأسبوع المصرية وجريدة الدستور، وراسلت عددا آخر من الصحف مثل جريدة الوفد وصوت الأمة. 
التحقت بفريق جريدة المصري اليوم منذ نشأتها، ثم انتقلت رانيـا بدوى إلى العمل التلفزيوني من خلال برنامج «فاروق بين التاج والنسر» في سبتمبر 2007 من إنتاج قطاع قنوات النيل المتخصصة، وقد تمت إذاعته بعد مسلسل الملك فاروق حيث كان يهدف لإعادة قراءة تلك الفترة تاريخياً وسياسياً وثقافياً.
في مايو 2008 قدمت برنامج «الكلام الصعب» على قناة النيل للأخبار، وهو برنامج حواري، يستضيف أهم الشخصيات المصرية والعربية، لمناقشتهم في قضايا الساعة، وقد قامت بتصوير عدد من حلقاته مع شخصيات عربية خارج مصر، مثل لبنان، والسودان، والجزائر، والإمارات.
حققت شهرة واسعة عام 2012 عندما قدمت برنامج (في الميدان) والذي كان يذاع يومياً على قناة التحرير، وهو برنامج حواري سياسي، ولكن في 22 يونيو 2014 قررت قناة التحرير إيقاف البرنامج وإنهاء التعاقد مع المذيعة لأسباب غير معروفة،  ثم انتقلت بعدها للعمل مع قنوات شبكة أوربت شوتايم لتقدم برنامج «القاهرة اليوم» مع الإعلامي عمرو أديب.

## مناصب تقلدتها
- -	شغلت في الفترة من 2001 إلى 2004 منصب سكرتير تحرير جريدة (عين) الشبابية والقائم بأعمال مدير التحرير.
- -	قامت في عام 2005 بالإشراف على صفحة أسبوعية في جريدة الدستور المصرية.
- -	شغلت منصب رئيس تحرير جريدة (الحلوة) النسائية التابعة لمؤسسة الدستور، وكانت وقتها أصغر رئيس تحرير في مصر.
- -	شغلت منصب رئيس تحرير جريدة (الطريق) السياسية، لتعد أصغر صحفية تتقلد رئاسة تحرير جريدة سياسية في مصر.
- -	في عام 2006 انضمت إلى جريدة المصري اليوم ومازالت بها حتى الآن.
- -	في عام 2009 كانت أحد المساهمين في تأسيس جريدة اليوم السابع.
- -	تعمل رانيا بدوي حالياً ضمن فريق عمل برنامج القاهرة اليوم على قناة اليوم التابعة لشبكة قنوات الأوربت، كما أنها مازالت محاورة صحفية بجريدة المصري اليوم.